# Li Shuang (Snowboarderin)
Li Shuang (chinesisch 李爽 Lǐ Shuǎng; * 27. Juni 1992 in Anda) ist eine ehemalige chinesische Snowboarderin. Sie startete in der Disziplin Halfpipe und nahm an zwei Olympischen Winterspielen sowie drei Snowboard-Weltmeisterschaften teil.

## Werdegang
Li trat international erstmals bei den Juniorenweltmeisterschaften 2009 in Nagano in Erscheinung. Dort gewann sie die Bronzemedaille. Nach Platz zwei beim Europacup in Saas-Fee zu Beginn der Saison 2009/10, nahm sie dort erstmals am Snowboard-Weltcup teil, wobei sie den 18. Platz errang. In der Saison 2010/11 erreichte sie in Yabuli mit dem dritten Platz ihren ersten Podestplatz im Weltcup und gewann bei der Winter-Universiade 2011 in Erzurum die Bronzemedaille. In der folgenden Saison kam sie mit Platz vier in Cardrona und Rang zwei im Stoneham jeweils auf den vierten Platz Freestyle und Halfpipe-Weltcup. Dies waren ihre besten Gesamtergebnisse. Nach zwei zehnten Plätzen zu Beginn der Saison 2012/13, wurde sie bei den Snowboard-Weltmeisterschaften 2013 im Stoneham Sechste und Vierte beim Weltcup in der Sierra Nevada. Sie errang damit den 11. Rang im Halfpipe-Weltcup. In der Saison 2013/14 holte sie bei der Winter-Universiade 2013 in Monte Bondone die Goldmedaille und in Ruka ihren einzigen Weltcupsieg. Beim Saisonhöhepunkt, den Olympischen Winterspielen 2014 in Sotschi, wurde sie Achte. Die Saison beendete sie auf dem sechsten Platz im Freestyle-Weltcup und auf dem vierten Rang im Halfpipe-Weltcup. In den folgenden Jahren belegte sie bei den Snowboard-Weltmeisterschaften 2015 am Kreischberg den siebten Platz, bei den Snowboard-Weltmeisterschaften 2017 in der Sierra Nevada den 20. Rang und bei den Olympischen Winterspielen 2018 in Pyeongchang den 22. Platz. Zudem wurde sie bei den Winter-Asienspiele 2017 in Sapporo Fünfte. Ihren 27. und damit letzten Weltcup absolvierte sie im Dezember 2018 in Copper Mountain, welchen sie auf dem 11. Platz beendete.

## Teilnahmen an Weltmeisterschaften und Olympischen Winterspielen

### Olympische Spiele
- 2014 Sotschi: 8. Platz Halfpipe
- 2018 Pyeongchang: 22. Platz Halfpipe

### Weltmeisterschaften
- 2013 Stoneham: 6. Platz Halfpipe
- 2015 Kreischberg: 7. Platz Halfpipe
- 2017 Sierra Nevada: 20. Platz Halfpipe

## Weltcupsiege und Weltcup-Gesamtplatzierungen

### Weltcupsiege
| Nr. | Datum             | Ort  | Disziplin |
| --- | ----------------- | ---- | --------- |
| 1.  | 13. Dezember 2013 | Ruka | Halfpipe  |

### Weltcup-Gesamtplatzierungen
| Saison  | Gesamt/Freestyle | Gesamt/Freestyle | Halfpipe | Halfpipe |
| Saison  | Punkte           | Platz            | Punkte   | Platz    |
| ------- | ---------------- | ---------------- | -------- | -------- |
| 2009/10 | 350              | 110.             | 350      | 43.      |
| 2010/11 | 730              | 25.              | 730      | 17.      |
| 2011/12 | 1300             | 4.               | 1300     | 4.       |
| 2012/13 | 1020             | 14.              | 1020     | 11.      |
| 2013/14 | 1380             | 6.               | 1380     | 4.       |
| 2014/15 | 180              | 54.              | 180      | 22.      |
| 2015/16 | 640              | 36.              | 640      | 14.      |
| 2016/17 | 860              | 45.              | 860      | 11.      |
| 2017/18 | 1350             | 23.              | 1350     | 9.       |
| 2018/19 | 240              | 65.              | 240      | 27.      |